# Boxweltmeisterschaften 1989
Die 5. Amateur-Boxweltmeisterschaften der Herren fanden 1989 im Olimpijski in Moskau statt.

## Ergebnisse

### Halbfliegengewicht (- 48 kg)
| Platz | Land | Athlet            |
| ----- | ---- | ----------------- |
| 1     | USA  | Eric Griffin      |
| 2     | CUB  | Rogelio Marcelo   |
| 3     | URS  | Nschan Muntschjan |
| 3     | PRK  | Dok-Nam Kim       |

### Fliegengewicht (- 51 kg)
| Platz | Land | Athlet               |
| ----- | ---- | -------------------- |
| 1     | URS  | Juri Arbaschakow     |
| 2     | CUB  | Pedro Reyes          |
| 3     | PRK  | Li Dwang-Sik         |
| 3     | POL  | Krzysztof Wróblewski |

### Bantamgewicht (- 54 kg)
| Platz | Land | Athlet           |
| ----- | ---- | ---------------- |
| 1     | CUB  | Enrique Carrión  |
| 2     | BUL  | Serafim Todorow  |
| 3     | ITA  | Luigi Quittadamo |
| 3     | PRK  | Li Yong-Ho       |

### Federgewicht (- 57 kg)
| Platz | Land | Athlet          |
| ----- | ---- | --------------- |
| 1     | URS  | Ajrat Chamatow  |
| 2     | BUL  | Kirkor Kirkorow |
| 3     | AUS  | James Nicholson |
| 3     | CUB  | Arnaldo Mesa    |

### Leichtgewicht (- 60 kg)
| Platz | Land | Athlet           |
| ----- | ---- | ---------------- |
| 1     | CUB  | Julio González   |
| 2     | GDR  | Andreas Zülow    |
| 3     | URS  | Konstantin Tszyu |
| 3     | USA  | Tonga McClain    |

### Halbweltergewicht (- 63,5 kg)
| Platz | Land | Athlet               |
| ----- | ---- | -------------------- |
| 1     | URS  | Igor Ruschnikow      |
| 2     | GDR  | Andreas Otto         |
| 3     | YUG  | Vukašin Dobrašinović |
| 3     | IRL  | Michael Carrutch     |

### Weltergewicht (- 67 kg)
| Platz | Land | Athlet                   |
| ----- | ---- | ------------------------ |
| 1     | ROM  | Francisc Vaștag          |
| 2     | GDR  | Siegfried Mehnert        |
| 3     | URS  | Wladimir Jereschtschenko |
| 3     | USA  | Raúl Márquez             |

### Halbmittelgewicht (- 71 kg)
| Platz | Land | Athlet               |
| ----- | ---- | -------------------- |
| 1     | URS  | Israjel Hakobkochjan |
| 2     | GDR  | Torsten Schmitz      |
| 3     | ROM  | Rudel Obreja         |
| 3     | EGY  | Karim Kabbarim       |

### Mittelgewicht (- 75 kg)
| Platz | Land | Athlet           |
| ----- | ---- | ---------------- |
| 1     | URS  | Andrei Kurnjawka |
| 2     | CUB  | Ángel Espinosa   |
| 3     | FRG  | Sven Ottke       |
| 3     | HUN  | Zoltán Füzesy    |

### Halbschwergewicht (- 81 kg)
| Platz | Land | Athlet                 |
| ----- | ---- | ---------------------- |
| 1     | GDR  | Henry Maske            |
| 2     | CUB  | Pablo Romero           |
| 3     | URS  | Nurmagomed Schanawasow |
| 3     | HUN  | Sandor Hranek          |

### Schwergewicht (- 91 kg)
| Platz | Land | Athlet          |
| ----- | ---- | --------------- |
| 1     | CUB  | Félix Savón     |
| 2     | URS  | Jewgeni Sudakow |
| 3     | FRG  | Bert Teuchert   |
| 3     | GDR  | Axel Schulz     |

### Superschwergewicht (+ 91 kg)
| Platz | Land | Athlet                      |
| ----- | ---- | --------------------------- |
| 1     | CUB  | Roberto Balado              |
| 2     | URS  | Alexander Miroschnitschenko |
| 3     | TCH  | Ladislav Husarek            |
| 3     | GDR  | Maik Heydeck                |

## Medaillenspiegel
| Rang | Land                            | Gold | Silber | Bronze | Gesamt |
| ---- | ------------------------------- | ---- | ------ | ------ | ------ |
| 1    | Sowjetunion                     | 5    | 2      | 4      | 11     |
| 2    | Kuba                            | 4    | 4      | 1      | 9      |
| 3    | Deutsche Demokratische Republik | 1    | 4      | 2      | 7      |
| 4    | Vereinigte Staaten              | 1    | 0      | 2      | 3      |
| 5    | Rumänien                        | 1    | 0      | 1      | 2      |
| 6    | Bulgarien                       | 0    | 2      | 0      | 2      |
| 7    | Nordkorea                       | 0    | 0      | 3      | 3      |
| 8    | Bundesrepublik Deutschland      | 0    | 0      | 2      | 2      |
| 8    | Ungarn                          | 0    | 0      | 2      | 2      |
| 10   | Australien                      | 0    | 0      | 1      | 1      |
| 10   | Tschechoslowakei                | 0    | 0      | 1      | 1      |
| 10   | Ägypten                         | 0    | 0      | 1      | 1      |
| 10   | Irland                          | 0    | 0      | 1      | 1      |
| 10   | Italien                         | 0    | 0      | 1      | 1      |
| 10   | Polen                           | 0    | 0      | 1      | 1      |
| 10   | Jugoslawien                     | 0    | 0      | 1      | 1      |
|      | Gesamt                          | 12   | 12     | 24     | 48     |